# Artemis 6
Artemis 6 (offiziell Artemis VI) ist eine für frühestens 2031 geplante Raumfahrtmission im Rahmen des Artemis-Programms der NASA. Sie soll die fünfte bemannte Mission des Orion-Raumschiffs, der dritte Besuch auf der geplanten Mond-Raumstation Lunar Orbital Platform-Gateway (LOP-G) und die vierte bemannte Mondlandung des Artemis-Programms werden. Bei dieser Mission soll drittmals die Rakete SLS Block 1B zum Einsatz kommen. Neben der Mondlandung soll Artemis 6 zum weiteren Aufbau des Lunar Orbital Platform-Gateway dienen. Nach der Rückkehr soll die Orion-Kapsel im Pazifik wassern.